# Roland Vila
Roland Francois Jaime Vila, född 6 maj 1949, död 15 maj 1998, var en katalansk/fransk författare som var verksam i Sverige.
Hans första bok Vi skiter i Godot som han skrev tillsammans med Pierre Guillet de Monthoux utgavs 1981. Bokens titel refererar till den kända pjäsen  I väntan på Godot skriven av Samuel Beckett. Roland skrev politiska samt självbiografiska böcker.
Hans andra bok Gugus band är en självbiografi som handlar om hans tid som pojke på en internatskola i Frankrike.
Roland hade ett stort intresse for språk, vilket märks i hans böcker där han experimenterar kontinuerligt med det svenska språket. Det finns också ett flertal katalanska, franska och spanska fraser i hans böcker.
Hans tredje bok, Anarki till vardags är en politisk bok som har använts i utbildningssyfte i svenska skolor.
Vila var känd för sina energiska och inspirerande uppläsningar av egna texter och gjorde uppträdanden inför stora publiker, bland annat på Hultsfredsfestivalen. Boken Roll handlar om snabba möten med kända och okända människor under livet som turnerande poesiuppläsare i Sverige.
Vila omkom i en trafikolycka.